# Stanley Shoveller
Stanley Howard Shoveller (* 2. September 1881 in Kingston Hill, Surrey; † 24. Februar 1959 in Broadstone, Dorset) war ein englischer Hockeyspieler, der 1908 mit der englischen Nationalmannschaft und 1920 mit der Britischen Nationalmannschaft Olympiasieger war.

## Sportliche Karriere
Stanley Shoveller besuchte die Kingston Grammar School und schloss sich dann dem Hampstead Hockey Club an. 1902 debütierte er in der Nationalmannschaft. In seinen 29 Länderspielen erzielte der Mittelstürmer 76 Tore. Bei den Olympischen Spielen 1908 in London traten insgesamt sechs Mannschaften an, darunter vier britische Teams. Die Briten machten die Medaillen unter sich aus, im Finale bezwangen die Engländer die Iren mit 8:1. Die erfolgreichsten Torschützen für England waren Reggie Pridmore mit insgesamt zehn Treffern und Shoveller mit sieben Toren.
Von 1911 bis 1921 war Stanley Shoveller Mannschaftskapitän der Briten. Bei den Olympischen Spielen 1920 in Antwerpen war er mit zehn Treffern erfolgreichster Torschütze des Turniers. Die Briten bezwangen die Dänen mit 5:1 und die Belgier mit 12:1. Zum letzten Spiel traten die Franzosen nicht mehr an. Shoveller war der einzige Brite, der bei den ersten beiden olympischen Hockeyturnieren Gold gewann. 1936 wurden seine zwei Hockey-Olympiasiege von den für Britisch-Indien antretenden Dhyan Chand und Richard James Allen übertroffen.
Shoveller war Börsenmakler an der Londoner Börse. Im Ersten Weltkrieg diente er als Captain im Rifle Brigade 33rd London Regiment und wurde 1915 mit dem Military Cross ausgezeichnet.